# Фасахов, Нил Шафикович
Нил Шафи́кович Фаса́хов (тат. Nil Şəfiq uğlı Fəsaxov, Нил Шәфикъ улы Фәсахов; 16 ноября 1932, Казань — 15 сентября 2021, Москва) — советский волейболист, чемпион мира. Мастер спорта СССР (1955). Заслуженный мастер спорта СССР (1960).

## Биография
Детство Фасахова прошло на Дальнем Востоке, но в 1942 году, когда нависла серьёзная угроза со стороны Японии, его семья переехала в Чистополь, а в 1948-м — в Казань, где он под руководством тренера Исаака Борисовича Брена всерьёз начал заниматься волейболом.
В 1955 году Фасахов был приглашён в сборную СССР и сыграл на чемпионате Европы в Бухаресте, а в 1956-м, после яркого выступления на Спартакиаде народов СССР стал игроком одного из сильнейших клубов страны — ЦСК МО. В 1957 году в Софии участвовал в показательных матчах для делегатов 53-й сессии Международного олимпийского комитета, на которой было оглашено решение о признании волейбола олимпийским видом спорта.
Самобытнейший игрок, Нил Фасахов мог атаковать с любой передачи и без подготовки. Выпрыгивая по грудь над сеткой с поднятыми вверх обеими руками, он не давал шансов сопернику угадать, с какой руки и в каком направлении ударит — Фасахов считался непревзойдённым левшой, но столь же сильно бил и правой рукой.
Чемпионат мира 1960 года стал пиком его карьеры. Сборная СССР под руководством нового тренера, Гиви Ахвледиани, не проигравшая в Бразилии ни одного матча, завоевала звание сильнейшей команды планеты, а Фасахов был признан лучшим игроком турнира. Он мог сыграть и на первом олимпийском волейбольном турнире в Токио-1964, но травмы, преследовавшие игрока на протяжении почти всей карьеры, выбили из его из строя в самом расцвете сил. С одной из травм связана любопытная история. На чемпионате Европы 1958 года Фасахов повредил ногу и в решающих матчах выходил на площадку босиком — после новокаиновой блокады нога так распухла, что надеть на неё тапочек было невозможно…
После завершения игровой карьеры Фасахов некоторое время работал тренером московского «Буревестника» (позднее переименованного в МВТУ). Под его руководством команда вышла в высшую лигу, а в 1972 году завоевала Кубок СССР. Но большую часть своей тренерской жизни он посвятил детям, работая в старейшей московской детской спортивной школе — СДЮСШОР № 73 «Виктория».
С 2005 года в Казани ежегодно проводится международный открытый турнир по волейболу на Кубок чемпиона мира Нила Фасахова.
Нилу Фасахову был посвящён матч на Суперкубок России по волейболу, состоявшийся 3 октября 2009 года в казанском «Баскет-холле» с участием «Зенита» и московского «Динамо».
Скончался 15 сентября 2021 года в Москве.

## Достижения и награды
- Чемпион СССР (1958, 1960, 1961, 1961/62), серебряный призёр чемпионата СССР (1957).
- Победитель Спартакиады народов СССР (1963), серебряный призёр Спартакиады (1959).
- Победитель Кубка европейских чемпионов (1960, 1962).
- Чемпион мира (1960), бронзовый призёр чемпионата мира (1956)
- Бронзовый призёр чемпионата Европы (1958).
- Победитель чемпионата дружественных армий (1964).
- Победитель Всемирных студенческих игр (1957).

## Награды
- Орден «Знак Почёта»[4].
- Медаль «За трудовую доблесть» (16.09.1960) — за успешные выступления в XVII летних и VIII зимних Олимпийских играх 1960 года, а также за выдающиеся спортивные достижения[5]